# Henri de Chastelard de Salières
Henri de Chatelard de Salières, marchese di Salières (Hauterives, 1602 – Parigi, 1680), è stato un militare francese.
Fu colonnello comandante del Reggimento Carignan-Salières nella Nuova Francia. Era figlio di Alexandre de Chastelard e di Caterina de Laigue.

## Biografia
Henri de Chastelard nasce nel castello paterno a Hauterives nel dipartimento della Drôme. Arruolatosi nell'esercito di Francia, ne divenne ufficiale.
Nel 1630 il re Luigi XIII crea un reggimento composto essenzialmente da guardie del re e posto sotto il comando di Henri Chastelard de Salière. Questo reggimento segue Luigi XIII nelle guerre contro i Savoia. Nel corso delle campagne militari in Italia il reggimento si batte al fianco del reggimento di Carignano.
Il reggimento Carignan-Salières fu formato con la fusione del reggimento di Salières, che era stato creato durante la guerra dei trent'anni, e del reggimento di Carignano, che era stato creato nel 1644 in Piemonte. La fusione ebbe luogo nel 1658, mentre il reggimento combatteva in Europa.
Nel dicembre 1664, il Salière riceve l'ordine di condurre il suo reggimento a La Rochelle, in previsione di un imbarco per la Nuova Francia. Egli s'imbarca al porto di La Rochelle il 13 maggio 1665 sulla nave Aigle d’Or e giunge in Canada il 18 agosto di quell'anno, sbarcando quindi nella città di Québec.
Nell'ottobre 1665, Henri de Chastelard de Salières, sotto il comando di Alexandre de Prouville, del reggimento di Carignano-Salières, fa edificare il forte Santa Teresa al fine di rafforzare la linea di difesa meridionale della Nuova Francia di fronte alla minaccia degli Irochesi. 
Il 14 settembre 1666 prende parte alla spedizione contro i Mohawk.
Henri de Chastelard rientra in Francia nell'autunno 1668 e si dimette il 23 maggio 1677. Muore il 22 luglio 1680 a Parigi e la sua salma viene inumata nella chiesa di Saint-Sulpice.

## Discendenza
Henri ebbe una figlia, Claudine de Chastelard.